# Cantone di Formerie
Il Cantone di Formerie era una divisione amministrativa dell'arrondissement di Beauvais.
È stato soppresso a seguito della riforma complessiva dei cantoni del 2014, che è entrata in vigore con le elezioni dipartimentali del 2015.
Comprendeva i seguenti comuni:
- Abancourt
- Blargies
- Boutavent
- Bouvresse
- Broquiers
- Campeaux
- Canny-sur-Thérain
- Escles-Saint-Pierre
- Formerie
- Fouilloy
- Gourchelles
- Héricourt-sur-Thérain
- Lannoy-Cuillère
- Moliens
- Monceaux-l'Abbaye
- Mureaumont
- Omécourt
- Quincampoix-Fleuzy
- Romescamps
- Saint-Arnoult
- Saint-Samson-la-Poterie
- Saint-Valery
- Villers-Vermont